# تست درایو

تست درایو (به انگلیسی: Test Drive) یک بازی رایانه‌ای مسابقه اتومبیل‌رانی است که در سال ۱۹۸۷ توسط شرکت آکولاد منتشر شده‌است. این بازی اولین بازی از سری تست درایو است.کک